# Eukiefferiella cyanea
Eukiefferiella cyanea är en tvåvingeart som beskrevs av August Friedrich Thienemann 1936. Eukiefferiella cyanea ingår i släktet Eukiefferiella och familjen fjädermyggor. Arten är reproducerande i Sverige. Inga underarter finns listade i Catalogue of Life.